# 미션 임파서블 3
《미션 임파서블 3》(영어: Mission: Impossible III)는 2006년 미국의 액션 영화이다. 미션 임파서블 시리즈의 세 번째 작품으로, J. J. 에이브럼스가 감독을 맡았다.

## 줄거리
IMF 요원 에단 헌트는 현장 업무에서 은퇴하고 약혼녀인 간호사 줄리아 미드와 함께 정착한다. 줄리아는 에단이 요원들을 훈련시키는 일을 하는 줄 모른다. IMF 작전국장 존 머스그레이브는 무기상 오웬 데비안을 조사하다 붙잡힌 그의 제자 린지 패리스를 구출하는 특수 임무에 대해 그에게 접근한다. 머스그레이브는 이미 에단을 위해 팀을 준비했다. 그 팀은 데클란 고름리, 젠 레이 그리고 오랜 파트너 루터 스티켈이다. 팀은 베를린에서 린지를 구출하고 손상된 노트북 두 대를 수집한다. 도주 중에 에단은 린지의 머리에 심어진 폭발성 펠릿을 발견하고, 제세동기로 비활성화하기 전에 린지는 사망한다.
에단은 나중에 린지가 잡히기 전에 그에게 엽서를 보냈다는 것을 알게 되고, 우표 아래에서 자석 마이크로도트를 발견한다. IMF 기술자 벤지 던은 노트북에서 충분한 데이터를 복구하여 데비안이 "래빗 풋"이라는 암호명으로 불리는 신비한 물건을 확보하고 판매하기 위해 바티칸 시국에 있을 것이라고 판단하지만, 그것이 무엇인지는 명시되지 않는다. 에단은 직장에서 줄리아를 방문하고, 그 결과 그들은 즉흥적으로 결혼한다. 에단은 데비안을 잡기 위한 비공식 임무를 계획한다. 팀은 성공적으로 바티칸에 침투하여 데비안을 붙잡는다. 미국으로 돌아가는 비행기에서 데비안은 에단의 심문에도 흔들리지 않고, 그가 아끼는 모든 사람들을 죽이겠다고 약속한다.
착륙 후, 에단은 린지의 마이크로도트가 데비안과 IMF 국장 시어도어 브래셀에 대한 경고라는 것을 알게 된다. 체서피크 베이 브리지를 가로질러 그들을 태우고 가던 호송대는 데비안을 탈출시키려는 용병들의 매복 공격을 받는다. 줄리아가 위험에 처했다는 것을 깨달은 에단은 줄리아의 병원으로 달려가 이미 그녀가 납치되었다는 것을 발견한다. 데비안은 에단에게 전화하여 줄리아의 목숨과 교환하여 래빗 풋을 48시간 안에 전달하라고 한다. 움직이기도 전에 에단은 IMF에 체포되어 데비안을 놓친 것에 대해 심문을 받는다. 에단의 심문의 일환으로 방에 있던 머스그레이브는 래빗 풋이 상하이시에 있다고 은밀히 속삭이며 에단의 탈출을 돕는다. 에단은 상하이로 가서 머스그레이브가 다른 작전이라는 명목으로 보낸 그의 팀을 만난다. 에단은 래빗 풋을 얻어 데비안에게 전달하고, 데비안은 그를 진정시키고 린지를 죽인 것과 비슷한 마이크로 폭발물을 그의 머리에 심는다.
잠에서 깨어난 에단은 데비안이 재갈이 물린 줄리아에게 총을 겨누고 있는 것을 본다. 에단이 진짜 래빗 풋을 가져왔다고 주장함에도 불구하고 데비안은 줄리아를 쏘고 떠난다. 머스그레이브가 도착하여 자신이 실제 IMF의 배신자임을 밝힌다. 줄리아는 여전히 살아있고, 죽은 여성은 데비안의 통역사이며, 그녀는 래빗 풋의 진위를 확인하는 데 사용된 후 데비안을 보호하지 못한 죄로 처형되었다. 머스그레이브는 데비안과 함께 래빗 풋을 얻으려 했으며, 이는 중동에 대한 선제 공격을 시작하여 "해외 테러리스트를 막고 민주주의를 확산시키기" 위한 구실을 미국이 갖게 하려는 것이었다. 에단은 머스그레이브를 기절시키고, 스스로 풀려나 머스그레이브의 전화기를 사용하여 줄리아의 위치를 알아낸다.
벤지의 도움으로 에단은 줄리아의 위치를 찾아내지만 데비안과 마주치고, 데비안은 에단의 머리에 있는 폭발물을 활성화시킨다. 에단은 데비안과 싸워 잔인하게 죽이고 줄리아를 구출한다. 그는 즉석 제세동기를 임시로 개조하여 폭발물을 비활성화하고, 줄리아에게 자신을 살려달라고 부탁하며 총을 쏘는 방법을 가르쳐준다. 줄리아는 한 부하를 죽인 후 래빗 풋을 들고 있던 머스그레이브를 죽이고 에단을 소생시킨다. 에단은 마침내 그녀에게 자신의 IMF 경력을 설명한다. 미국으로 돌아온 에단은 브래셀과 다른 사람들의 축하를 받으며 줄리아와 함께 신혼여행을 떠난다.

## 출연
- 톰 크루즈 - 이선 헌트
- 필립 시모어 호프먼 - 오언 데이비언
- 빙 레임스 - 루서 스티켈
- 빌리 크루덥 - 존 머스그레이브
- 미셸 모너핸 - 줄리아 미드
- 조너선 리스 마이어스 - 데클런
- 케리 러셀 - 린지 페리스
- 매기 큐 - 젠
- 사이먼 페그 - 벤지 던
- 에디 마산 - 브라운웨이
- 로런스 피시번 - 시어도어 브래슬
- 바하 수멕 - 데이비언의 통역사
- 제프 체이스 - 데이비언의 경호원
- 마이클 베리 주니어 - 줄리아 납치범
- 벨러미 영 - 레이철
- 칼라 갤로 - 베스
- 그레그 그런버그 - 케빈
- 에런 폴 - 릭 미드
- 로즈 롤린스 - 엘리
- 사샤 알렉산더 - 멀리사 미드

## 한국판 성우진(MBC, 2008년 9월 12일)
- 안지환 - 이단 헌트 (톰 크루즈)
- 최한 - 오웬 데이비언 (필립 시모어 호프먼)
- 윤성혜 - 줄리아 미드 (미셸 모나한)
- 최석필 - 루터 스티켈 (빙 레임스)
- 최수진 - 젠 (매기 큐)
- 김두희 - 데클런 (조너선 리스 마이어스)
- 김기현 - 존 브래슬 (로런스 피시번)
- 김용준 - 존 머스그레이브 (빌리 크루덥)
- 김호성 - 벤지 던 (사이먼 페그)
- 이민화 - 린지 패리스 (케리 러셀)
- 방성준 - 데이비언의 경비원 (제프 체이스) / IMF 경호담당 (윌리엄 프랜시스 맥과이어)
- 이원찬 - 줄리아 납치범 (마이클 베리 주니어) / 신부 (제임스 샨클린)
- 정재헌 - 브라운웨이 (에디 마산) / IMF 요원 (티머시 오먼드슨)
- 문남숙 - 줄리의 친구 (트레이시 미든도프)
- 류승곤 - 릭 (아론 폴)
- 박신희 - 다리의 여성 (다나 드루 이벤슨)
- 유상우 - 멀리사 (사샤 알렉산더)
- 한경화 - 데이비언의 통역가 (바하 수멕)